# Aichhalden
Aichhalden è un comune tedesco di 4 147 abitanti, situato nel land del Baden-Württemberg.